# حکایت دریا
حکایت دریا فیلمی به کارگردانی و نویسندگی بهمن فرمان‌آرا محصول سال ۱۳۹۵ است. این اثر در جشنواره جهانی فجر حضور داشت.
این فیلم در زمان ساخت دل دیوانه نام داشت و بعد از ساخته شدن به حکایت دریا نامش تغییر کرد.

## داستان فیلم
فیلم قصه‌ی آدم‌هایی را روایت می‌کند، که پس از مدتی دور بودن، دوباره به هم نزدیک می‌شوند. اما آیا این نزدیکی می‌تواند دوری گذشته را جبران کند؟!

## بازیگران
- فاطمه معتمدآریا... ژاله
- لیلا حاتمی... پروانه
- صابر ابر... امیر دشتی
- رؤیا نونهالی... مادر
- علی مصفا... پزشک معالج طاهر
- داریوش اسدزاده... دوستِ طاهر
- پانته‌آ پناهی‌ها... مهین، دوستِ ژاله
- اصغر پیران... همایون زردکوهی
- بهمن فرمان‌آرا... طاهر

با هنرمندی
- علی نصیریان... هوشنگ، دوستِ طاهر